# هیسپانیا ۸۰۴
سیارک ۸۰۴ (به انگلیسی: 804 Hispania، نامگذاری:1915WT) هشتصد و چهارمین سیارک کشف شده‌است که در ۲۰ مارس ۱۹۱۵ کشف شد.
قدر مطلق سیارک برابر ۷٫۸۴ است.